# Erika Thompson
Erika Thompson (nacida en 1986) es una apicultora estadounidense con más de once millones de seguidores en TikTok. Publica videos de ella misma manipulando abejas con sus propias manos y sin usar equipo de protección. Vive en Elgin, Texas, y tiene casi 50 colmenas en su patio trasero.

## Primeros años de vida
Thompson nació en 1986 y creció en Katy, Texas, Estados Unidos. Asistió a la Universidad de Texas en Austin. Después de la universidad, Thompson trabajó como directora de comunicaciones para una organización sin fines de lucro. Vivió en el área metropolitana de Austin hasta 2019.

## Carrera
Thompson trabajó para la Asociación de Hoteles y Alojamiento de Texas y el capítulo de Austin del Instituto Estadounidense de arquitectos y su pasatiempo era la apicultura. En 2016 fundó Texas Beeworks en el área metropolitana de Austin, Texas. Ella ha declarado que su misión es anteponer «las colmenas a la miel». También dice que la misión de su empresa, Texas Beeworks, es promover la conciencia pública sobre las abejas y los apicultores. Su organización elimina las abejas de forma gratuita.
En 2018, el programa de televisión Jeopardy! grabó pistas de video sobre abejas para un episodio del programa. Los videos presentaban a la organización de Thompson, Texas Beeworks. El programa se emitió el Día de los Caídos en 2019 y, para entonces, Thompson ya había dejado su trabajo para convertirse en apicultora a tiempo completo.
Thompson suele publicar videos de ella misma reubicando colmenas; ella recoge puñados de abejas con sus propias manos y no usa equipo de apicultura mientras manipula las abejas. Para el 2021 había acumulado 6 millones de seguidores en TikTok. Para el 2023 tenía 11.4 millones siguiendo su cuenta a la que llamó Texas Beeworks. Uno de sus videos de TikTok acumuló rápidamente 60 millones de visitas. Termina cada uno de sus videos de TikTok diciendo It was another great day of saving the bees («Fue otro gran día para salvar a las abejas»).

### Controversia
En 2021, algunos seguidores de TikTok cuestionaron si los videos de ella manipulando abejas sin equipo de protección eran falsos. Hubo dudas sobre si había sedado o no a las abejas. También fue acusada de organizar rescates de abejas. Thompson respondió en Instagram diciendo que era una «serie de ataques falsos e hirientes». En 2021,  CNN entrevistó a un apicultor rival que afirmó que los videos de Thompson sentaron un «precedente peligroso» sobre cómo las personas deberían interactuar con las abejas de manera segura. Para responder a la controversia, Thompson emitió un comunicado al canal de noticias por cable.
Como apicultora profesional, es mi misión y mi propósito ayudar a las personas a comprender cuán importante es el trabajo de las abejas y los apicultores para nuestro mundo. El contenido que comparto es real y muestra cómo los apicultores ayudan a las personas y a las abejas que lo necesitan todos los días, usando equipo de protección cuando es necesario. Solo los apicultores experimentados deben manipular abejas y realizar servicios de eliminación de abejas.

## Vida personal
Thompson se casó con Andrew Hollister en octubre de 2020 y vive en Elgin, Texas. Ella tiene un colmenar con dos filas de cajas en su casa. Su patio trasero tiene aproximadamente 50 colmenas.